# Västra Djupedalstjärnen
Västra Djupedalstjärnen är en sjö i Karlskoga kommun i Värmland och ingår i Göta älvs huvudavrinningsområde. Sjön är 12,5 meter djup, har en yta på 0,031 kvadratkilometer och befinner sig 202 meter över havet. Vid provfiske har elritsa och öring fångats i sjön.